# Trichosporonoides spathulata
Trichosporonoides spathulata är en svampart som beskrevs av de Hoog 1979. Trichosporonoides spathulata ingår i släktet Trichosporonoides, klassen Tremellomycetes, divisionen basidiesvampar och riket svampar.   Inga underarter finns listade i Catalogue of Life.